# Häme-Dialekte

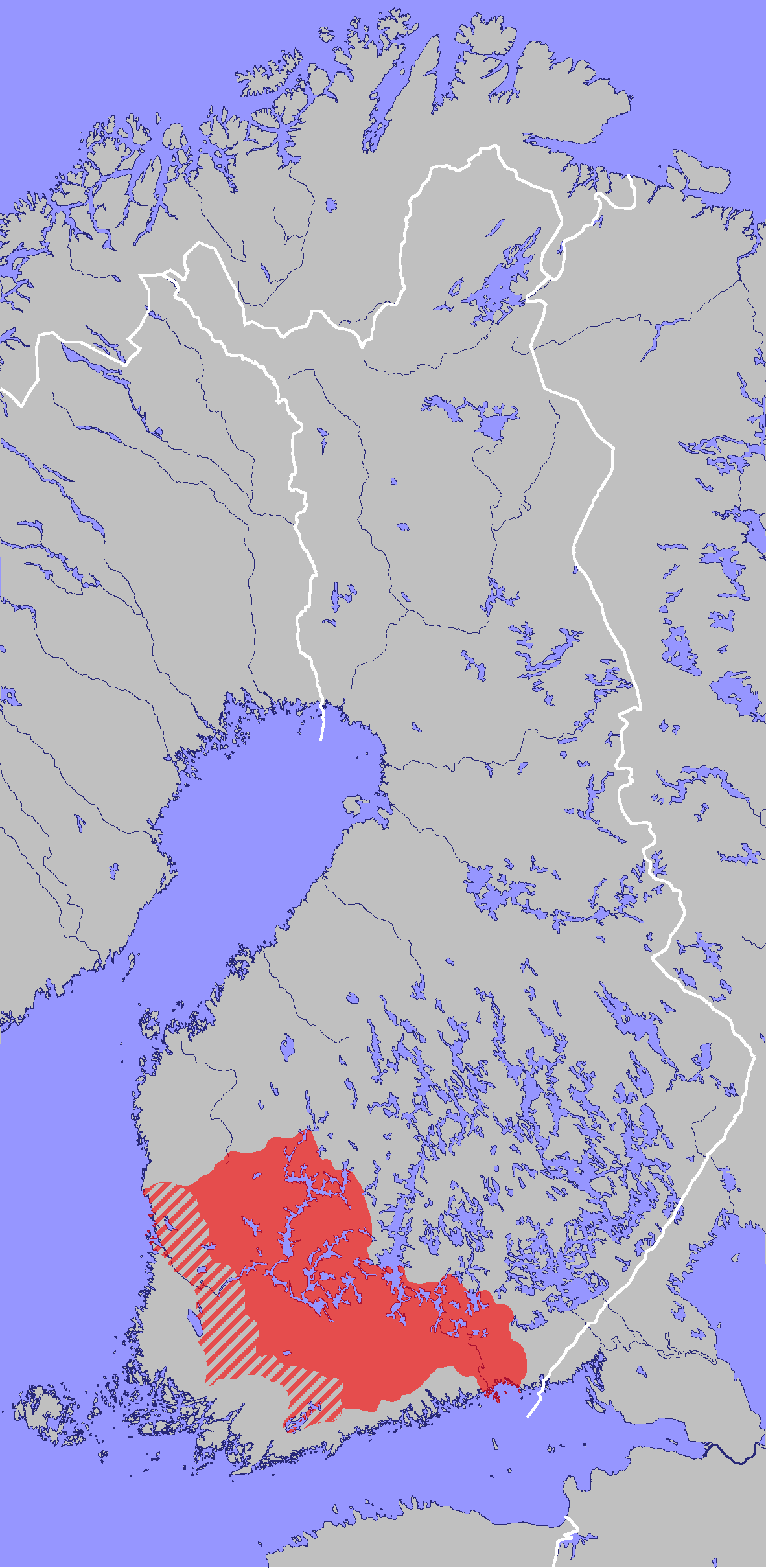
Verbreitungsgebiet der Häme-Dialekte (Übergangsdialekte schraffiert)

Die Häme-Dialekte (finn. hämäläismurteet) sind eine Gruppe von Dialekten der finnischen Sprache. Sie gehören zu den westfinnischen Dialekten.
Das Verbreitungsgebiet der Häme-Dialekte umfasst neben dem Süden der namensgebenden Region Häme (also den Landschaften Pirkanmaa, Kanta-Häme und Päijät-Häme) auch den Osten von Satakunta und große Teile der finnischsprachigen Gebiete von Uusimaa (einschließlich Itä-Uusimaa und Kymenlaakso). Die Häme-Dialekte gehen fließend in die südwestfinnischen Dialekte über, haben teils aber auch Elemente der benachbarten ostfinnischen Savo-Dialekte übernommen, so dass die unterschiedlichen Häme-Dialekte keine besonders homogene Einheit bilden.

## Sprachliche Merkmale
Die Unterschiede zwischen den Häme-Dialekten und der finnischen Standardsprache sind hauptsächlich phonologischer Natur. Die wichtigsten Merkmale, die die Häme-Dialekte charakterisieren, sind:
- Die wichtigste Isoglosse zwischen west- und ostfinnischen Dialekten ist die Entsprechung von schriftsprachlichem d. In den meisten Häme-Dialekten ist der Laut durch l ersetzt worden, in manchen Regionen auch durch ein r (tehlä oder tehrä statt tehdä „machen“).
- Schriftsprachlichem ts entspricht in den Häme-Dialekten tt, das in der Regel nicht dem Stufenwechsel unterliegt (mettä – mettän statt metsä – metsän).
- Die auslautenden Lautfolgen ea, eä, oa, öä sind zu ee, oo und öö vereinfacht worden (korkee statt korkea „hoch“).
- Den schriftsprachlichen Diphthongen ie, uo, yö entsprechen iä, ua, yä (miäs, nuari, tyä statt mies „Mann“, nuori „jung“, työ „Arbeit“).
- Intervokalisches h ist abweichend von der Schriftsprache oft erhalten geblieben (nälkähinen statt nälkäinen „hungrig“).
- Schriftsprachliches tv wird durch lv und lv ersetzt (lalva statt latva „Baumwipfel“).
- Teilweise entspricht in den Häme-Dialekten ein Kurzvokal gefolgt von rr einem Diphthong oder Langvokal und r in der Schriftsprache (arra statt aura „Pflug“, terri statt teeri „Auerhahn“). Sprachhistorisch geht dieses auf die Folge tr zurück.
- Bei den Personalpronomina kommen abweichende Deklinationsformen vor (meitin statt meidän „unser“, teitille statt teille „euch“).
- Die Demonstrativpronomina haben die abweichenden Formen toi, noi statt tuo, nuo „jener“, „jene“.
- Verben werden oft verkürzt (en sa, ei o statt en sano „ich sage nicht“, ei ole „ist nicht“).